# 라이드 (밴드)
라이드(Ride)는 1988년 영국 옥스퍼드에서 결성된 얼터너티브 록 밴드이다. 멤버는 앤디 벨(기타, 보컬), 마크 가드너(리드 보컬, 기타), 로런스 "로즈" 콜버트(드럼), 그리고 스티브 퀘롤트(베이스)로 구성되었다. 이들의 초기 활동은 "슈게이징" 씬의 일부로 주목받고 있다. 밴드의 해체 이후, 멤버들은 다양한 프로젝트에 참여하며 활동을 계속하고 있는데, 그 중 오아시스에서 베이스를 연주했었고 해체 이후에는 비디 아이의 기타리스트로 활동하고 있는 앤디 벨의 활동이 가장 잘 알려져있다. 2001년에는 밴드 멤버들이 잠시 재결합하여 영국 "채널 4"의 TV 쇼에서 일회성 공연을 펼친 바 있다.

## 역사

### (1988-1989) 밴드의 초창기
마크 가드너와 앤디 벨은 옥스퍼드의 체니 스쿨을 다니며, 종종 학교의 뮤지컬에 참여하였다. 그리고 1988년에 그들은 옥스퍼드셔 북부의 벤버리로 이사했으며, 미술과 디자인의 기초 공부를 위해 노스 옥스퍼드셔 칼리지 엔드 옥스퍼드셔 스쿨 오브 아트 앤 디자인(North Oxfordshire College & The Oxfordshire School of Art & Design)에 다니게 된다. 거기서 그들은 로런스 콜버트를 만났다. 그 두 명과 마찬가지로 체니 스쿨에 다녔었던 스티브 퀘롤트는 아워 프라이스 레코드 샵에서 싱글 앨범 바이어로 일하다가 밴드에 참여하게 된다. (그 이전에 앤디와 스티브는 잘 알려지지 않은 레게/팝 밴드인 "빅 스파이더백(Big Spiderback)"에서 함께 연주했던 적이 있다.) 여러 가지 이름을 생각하던 끝에, 밴드의 이름은 여행이라는 의미를 환기시키는 동시에 드럼 세트의 라이드 심벌을 연상시키는 "라이드"로 정해졌다. 앤디는 스미스의 공연이 이 밴드를 결성하는데 영감을 주었다고 언급한 바 있다. 밴드는 1988년 여름에 결성되었으며, 그들이 다니던 대학의 연말 크리스마스 파티에서 라이드로써 처음 공연하게 되었다. 여전히 벤버리에 있으면서, 밴드는 "Chelsea Girl"과 "Drive Blind"가 포함된 데모 테이프를 스티브네 집의 침실과 복도에서 녹음했다. 당시 스티브와 그의 레코드 샵의 사장과 그 이후에 라이드의 매니저가 될 데이브 뉴턴(Dave Newton)은 옥스퍼드에서 "로컬 서포트(Local Support)"라는 라이브 공연 행사를 기획했는데, 이 공연기간 중 어느 날 다른 밴드의 공연이 취소되었던 것이 라이드가 첫 정식 공연을 하게 된 계기가 되었다. 그 이후, 지저스 앤 메리 체인(The Jesus and Mary Chain)의 짐 리드(Jim Reid)가 라디오 DJ 게리 크롤리(Gary Crowley)의 수중에 있던 라이드의 데모 테이프의 복사본을 듣게 되었고, 그것이 지저스 앤 메리 체인의 매니저였던 앨런 맥기(Alan McGee)의 관심을 끌게 되었다. 밴드가 1989년에 수프 드래건스(The Soup Dragons)의 서포팅 공연을 선 직후, 맥기가 그의 크리에이션 레코드 레이블에 라이드와 계약하기로 했다.

### (1989-1993) 초기 크리에이션 레코드 시기
라이드는 1990년 1월과 9월 사이에 《Ride》, 《Play》, 그리고 《Fall》이라는 제목의 세 개의 EP를 발매했다. 이 세 EP들은 모두 UK 차트에서 톱 75위 내로 진입했다, 특히 가장 먼저 발매되었던 《Ride》EP가 탑 75위 내로 진입하게 되었는데, 이는 크리에이션 레코드로서는 처음 가져본 기록이었다. 그 이후 발매된 《Play》EP와 《Fall》EP는 탑 40위 이내로 들어섰다. 먼저 발매되었던 두 EP는 합쳐져서 《Smile》이라는 일종의 컴필레이션 앨범으로 1990년 7월에 미국에서 발매되었으며, 이 앨범은 추후 영국에서 1992년에 다시 발매되었다. 반면 《Fall》EP는 1990년 10월에 발매되었던 첫 앨범 《Nowhere》의 CD 버전에 포함되어 수록되었다. 밴드는 종종 "슈게이징" 씬의 일부로 분류되었지만, 밴드는 이를 거절하기로 했다. 앤디는 "내 첫 반응은, 이건 또 다른 종류의 지루한 꼬리표로군, 이런 식이었다. 요즘도... 여전히 내 반응은 이와 아주 유사하다."라고 말한 바 있다. 마크는 밴드가 받은 영향에 대해 "우리는 당시의 노이즈를 쓰던 밴드를 좋아했었다. 우리가 아트 칼리지를 다닐 때 우린 마이 블러디 밸런타인, 하우스 오브 러브(House of Love), 스톤 로지스, 그리고 소닉 유스를 보러 다녔었거든. 내 생각엔 이러한 모든 것들이 초기의 우리들에게 큰 영향을 주었던 것 같다. 그것들은 굉장한 공연들이었으니까."라고 언급했다.
밴드는 1990년 존 필(John Peel)의 BBC Radio 1 쇼에서 두 세션 공연을 녹음했는데, 그들의 인기가 상승하면서 이 라디오 쇼의 청취자들은 페스티브 핍티(Festive Fifty, 존 필의 BBC Radio 1 쇼에서 연말마다 청취자 투표로 뽑았던 그해의 인기있는 50곡)에서 그들의 노래 세 곡을 듣게 되었다. 그 목록에서 "Dreams Burn Down", "Like a Daydream"가 각각 3위, 4위를 차지했고, "Taste"가 25위를 차지했다.
《Nowhere》 앨범은 UK 차트 11위에 오르면서 결정적이고 상업적인 성공을 이루었고, 미디어에서는 라이드에게 1991년의 "가장 밝은 희망"이라는 별칭을 붙여주었다. 새 앨범에 대한 요구가 커지면서, 밴드는 1991년 3월에 《Today Forever》 EP를 발매하게 된다. 이 EP는 밴드의 음악적 방향을 초기의 노이즈가 더 강했던 스타일에서 바꾸어 나가는 변환점이 되었다. 그해 라이드는 최초의 해외 투어로 일본, 호주, 그리고 프랑스에서 공연하게 된다. 일본 공연에서의 티켓은 몇 분 내로 매진되었다.
1992년 여름, 밴드는 "Leave Them All Behind" 싱글로 UK 차트 10위 내로 돌입했고, 그 다음 달에 밴드의 두 번째 앨범 《Going Blank Again》을 발매했다. 이 앨범은 UK 차트 5위를 기록했다. 앤디는 "두 번째 앨범이 나올 당시에 우리는 너무나 많은 투어를 돌고 있었다. 우린 피곤해 했지. 그래서 우린 휴식을 취하게 되었는데, 그게 너무 큰 휴식이었던 것이다."라고 말하며, 그 당시 밴드 내부의 압박감이 벌써 분명하게 존재했다고 말했다.

### (1994-1996) 음악적 방향의 변경
라이드는 《Going Blank Again》 앨범으로 1993년까지 성공을 달리고 있었고, 밴드에 대한 닐 영과 같은 영향을 암시하던 대중 음악 언론들은 라이드의 세 번째 앨범에 대한 이야기에 대해서도 조심스럽게 기대를 모았다. 그들의 샬라탄스(The Charlatans)와 함께 섰던 2주 간의 "데이트리퍼(Daytripper)" 공연은, 슈게이징 씬에 대한 무관심이 만연하던 와중에도 그들을 계속해서 대중의 눈에 들어오게 했다.
그들의 세 번째 앨범 《Carnival of Light》는 브릿팝이 음악 언론을 휘어잡고 있었던 1994년 6월에 발매되었다. 이 앨범은 존 레키(John Leckie)가 프로듀싱했으며, 훗날 라디오헤드의 프로듀서가 된 나이절 고드리치가 엔지니어를 맡았었다. 다만 "How Does it Feel to Feel"에서는 블랙 크로스(The Black Crowes)의 프로듀서인 조지 드러콜리어스(George Drakoulias)가 프로듀싱을 맡았고, 딥 퍼플의 존 로드가 게스트로 참여해 키보드를 맡았었다. 앨범은 작곡가인 마크와 앤디에 따라 나뉘는데, LP 앨범에서 사이드 1은 마크의 곡들로 이루어져 있고, 사이드 2는 앤디의 곡들로 이루어져 있다. 앨범에는 묵직한 리프로 시작하는 "Moonlight Medicine"으로 시작하여, "From Time to Time"과 "Birdman", 그리고 싱글 앨범으로 발매하기도 했던 밴드 크리에이션(The Creation)을 커버한 "How Does It Feel to Feel"도 수록되어있다. 비록 2집과 마찬가지로 UK 차트 5위에 오르긴 했지만, 이 앨범은 비평가들에게 그렇게 좋게 받아들여지지 않았으며, 앤디가 설명하기를 "그 땐 좋은 시절이었지만 음악이 두 번째였던 시기였다. 우리가 《Carnival of Light》를 녹음할 때 우리는 완전 제멋대로였다."라고 했다. 1994년의 끝에 가서는 밴드 스스로가 이 앨범에 대해 비판적인 입장을 취했으며, 밴드 내에서 앨범을 "Carnival of Shite"라고 불렀다고 한다.

### (1996) 밴드의 해체
1995년 네 번째 앨범인 《Tarantula》를 녹음할 때 밴드의 분열 양상이 보이게 되었다. 마크와 앤디는 밴드의 음악 스타일이 동시대의 음악들과 비슷해지길 바랐기 때문에 밴드의 방향을 기존 슈게이징의 핵심에서 멀어지게 했다. 퀘롤트가 언급하길, 밴드에겐 앞으로 나아갈 두 가지 방향이 있었지만, 그들은 잘못된 방향을 선택했다고 말했다. 마크는 댄스 음악에 관심을 갖게 되었으며, 라이드의 스타일에도 이러한 요소를 섞길 원했지만, 앤디는 이에 동의하지 않았다. 앨범의 앞 쪽 절반은 마크 가드너가 작곡한 곡들이고, 뒷 쪽 절반은 앤디 벨이 작곡한 곡들로 구성된 《Carnival of Light》 앨범의 트랙리스팅은 이 두 기타리스트들 사이에 포진해있던 긴장을 잘 보여주고 있다. 이는 앤디가 그의 곡들이 마크가 쓴 곡들 옆에 배치되길 거부했기 때문이라고 한다. 수 년 후 앤디 벨이 이에 대해 설명하기를, "당신이 '내 노래들이 너가 쓴 노래들과 같은 LP면에 실리는게 싫어'라고 말함으로써 이길 수 있는 말다툼을 상상해보아라. 그리고 그런게 실제로 일어나더라. 우리 주변사람들은 우리가 완전 아기들처럼 행동하도록 내버려 두었었다." 라고 말했다.
《Tarantula》앨범이 만들어질 때, 밴드는 스스로 침몰하기 시작했다. 마크는 오직 한 곡만 쓴 반면, 앤디는 대부분의 곡을 쓰게 되었다. 밴드 내의 긴장이 의미있는 음악적 결과물을 만들어내기 어렵도록 이끌었다. 앤디가 작곡한 "Castle on the Hill"은 밴드의 상황에 대한 애도가였으며 자진해서 밴드 밖으로 나가고자 하는 마크에 대한 언급이 들어가있다. 마크는 앨범의 믹싱 세션 중간에 탈퇴하게 되며, 밴드는 1996년 3월 앨범 발매 직전에 그들의 해체를 발표했다. 이 앨범은 발매된 후 일주일 간 판매가 유지되었으며 그 후 판매가 철회되었다. 비록 음악 주간지 《멜로디 메이커(Melody Maker)》에서 첫 싱글 앨범 "Black Nite Crash"가 "이 주의 싱글"에 오르기는 했지만, 앨범은 비평가들과 팬들로부터 혹평을 받았다. 앨범은 《올뮤직(Allmusic)》에 의해 "70년대 음악과 레니 크래비츠식의 진부함을 담은 가증스러운 앨범. 3류와 4류 음색으로 가득차 있으며, 궁극적으로 불화를 담았다."라고 묘사되었으며, 계속해서 "가사는 그냥 쭉 평범하고 끔찍해서 인쇄하기도 아깝다."라는 평가를 받았다. 《롤링 스톤(Rolling Stone)》는 이것보다는 칭찬을 담아, "이 앨범은 라이드가 녹음했었던 어느 앨범보다도 원초적이고 거친 락이기에 자기 강박적 감상에 젖는 것에서는 벗어났다."라고 언급했다.
밴드의 해체 이후, 앤디와 마크 둘다 밴드의 붕괴에 대해 좀 더 반성적인 태도를 내보였다. 특히 앤디는 해체 과정에서의 본인의 잘못 부분을 인정하는 모습을 드러낸 바 있다.

### (1997-2001) 해체 이후의 활동
그들의 해체 이후, 앤디는 "허리케인 넘버 원(Hurricane #1)"이라는 밴드를 결성하여 활동했다. 그러나 이 프로젝트 또한 앤디가 게이 대드(Gay Dad)에 들어오라는 제의를 받았다가 오아시스의 베이시스트로 영입되게 되면서 해산되었다. 앤디는 1999년부터 오아시스의 4집 투어를 시작으로 오아시스에서 활동하게 되었다. 마크와 로런스는 샘 윌리엄스(Sam Williams)와 함께 더 애니멀하우스(The Animalhouse)를 결성한다. BMG와 계약하여 일본에서는 인기를 거두었으나, 이 밴드는 짧게 지속되어 2002년에 해체하였다. 마크는 솔로 아티스트로서 투어를 돌기도 했으며, 로런스와 마크, 앤디는 밥 딜런 트리뷰트 밴드인 짐머맨(The Zimmermen)으로써 함께 공연하기도 했다. 스티브는 전문적인 음악 활동에서 은퇴한 것으로 보인다. 그는 라이드 해체 이후 일 년간은 옥스퍼드에서 직장을 다니고, 5인 축구를 하기도 하며, 가족과 함께 보냈다. 그는 현재 런던 해머스미스에서 살고있다.

### (2001-2013) "채널 4"에서의 공연 그리고 그 이후
2001년 10월 16일, 네 명의 라이드 멤버들 모두는 영국 방송국 채널 4가 그들을 촬영하는 것에 동의했다. 이 영상은 소닉 유스의 다큐멘터리 영상인 "Pioneers"에 들어갔으며, 20여분 간의 즉흥 연주(잼)를 담고있다. 이 곡의 녹음본과 두 개의 짧은 사운드체크는 2002년에 《Coming up for Air》이라는 앨범으로 발매되었다. 이러한 한정반 발매에 대한 관심은 밴드가 이후에도 발매 계획을 고려해 보도록 하는 기회가 되었다. 2002년 말, 라이드는 《OX4 The Best of Ride》라는 3CD 박스셋, 미발매된 트랙들을 담은 《Firing Blanks: Unreleased Ride Recordings 1988–95》, 그리고 1992년 레딩 페스티벌 공연 실황을 담은 《Live Reading Festival 1992》 앨범을 발매했다. 2003년 그들은, BBC에서 방송되었던 다섯 종류의 라디오 세션들을 모아《Waves》앨범을 발매했다.
마크 가드너는 현재 솔로 뮤지션으로 활동하고 있다. 2003년부터 2005년까지 다방면으로 공연 투어를 했는데, 그의 옥스퍼드 친구들인 골드러시(Goldrush)와 공연하며, 그들과 세 트랙짜리 EP앨범 《Falling Out Into the Night》을 제작했으며, 그의 라이브 앨범(어쿠스틱 솔로 앨범인 《Live @ the Knitting Factory, New York City》)이 발매되었다. 2005년에는 프렌치 듀오 rinôçérôse와 함께 작업했으며. 그 해 말에는 마크의 앨범 《These Beautiful Ghosts》가 발매되었다.
밴드의 재결합에 대한 생각들은 기대에 못 미칠 것이라는 앤디의 견해에 따라 명확하게 거부되었다. 그러나 앤디를 포함한 모든 멤버들은 다시 한번 모여서 작업하는 것에 반대하지 않는다고 언급했다. 앤디와 로런스는 마크의 초기 공연에 참여하기도 했었다. 앤디는 2003년 마크가 그가 당시 살았던 스웨덴 스톡홀름에서 공연하게 되자, 이틀 간 어쿠스틱 공연을 함께한 적도 있다.
과거 라이드에서는 드럼을 쳤던 로런스 또한 기타리스트와 보컬리스트로 밴드에서 다시 활동하기 시작했다. 그는 또한 다른 프로젝트들에서 드러머로 활동하기도 하는데, 대표적으로는 재결합한 지저스 앤 메리 체인이나, 슈퍼그래스(Supergrass)의 대니 고피(Danny Goffey)를 대신하여 활동했으며, 지저스 앤 메리 체인의 동료 멤버인 마크 크로저(Mark Crozer)와 밴드 캔(Can)의 다모 스즈키와 함께 새로운 밴드 인터내셔널 젯세터스(International Jetsetters)를 결성하여 활동하고 있다. 2005년에 마크가 프랑스에 있어서 트럭 페스티벌에서 공연할 수 없게 되었을 때 로런스의 새 밴드가 대신 공연한 적이 있다. 로런스는 라이드의 해체 이후 런던의 테크 뮤직 스쿨(Tech Music School)에서 드럼 퍼포먼스 과정 1년을 수료했다고 한다.
그 후 앤디는 10년간 오아시스에서 활동했으며, 2009년 오아시스의 해체 이후, 비디 아이에서 기타리스트로 활동하기도 했다.

### (2014-) 재결합
2014년 11월 19일 라이드의 재결합이 발표되었으며 2015년의 영국 투어 일정이 공개되었다.

## 디스코그라피

### 정규 앨범
| 앨범명                | 발매일           | 차트 최고 순위 | 음반 판매량 인증 |
| --------------------- | ---------------- | -------------- | ---------------- |
| 《Nowhere》           | 1990년 10월 15일 | 11 (UK)        | Silver (UK)      |
| 《Going Blank Again》 | 1992년 3월 9일   | 5 (UK)         | Gold (UK)        |
| 《Carnival of Light》 | 1994년 6월 20일  | 5 (UK)         |                  |
| 《Tarantula》         | 1996년 3월 20일  | 21(UK)         |                  |

### 싱글 앨범 및 EP
| 발매 연도 | 앨범명                             | 차트 최고 순위 | 차트 최고 순위  | 해당 정규 앨범        |
| 발매 연도 | 앨범명                             | UK 싱글 차트   | US 모던 록 차트 | 해당 정규 앨범        |
| --------- | ---------------------------------- | -------------- | --------------- | --------------------- |
| 1990년    | 《Ride》EP                         | 71             |                 |                       |
| 1990년    | 《Play》EP                         | 32             |                 |                       |
| 1990년    | 《Fall》EP                         | 34             |                 |                       |
| 1991년    | "Taste"                            |                | 24              | 《Nowhere》           |
| 1991년    | "Vapour Trail"                     |                |                 | 《Nowhere》           |
| 1991년    | 《Today Forever》EP                | 14             |                 |                       |
| 1992년    | "Leave Them All Behind"            | 9              | 20              | 《Going Blank Again》 |
| 1992년    | "Twisterella"                      | 36             | 12              | 《Going Blank Again》 |
| 1994년    | "Birdman"                          | 38             |                 | 《Carnival of Light》 |
| 1994년    | "How Does It Feel to Feel?"        | 58             |                 | 《Carnival of Light》 |
| 1994년    | "I Don't Know Where It Comes From" | 46             |                 | 《Carnival of Light》 |
| 1994년    | 《Live》EP                         |                |                 |                       |
| 1996년    | "Black Nite Crash"                 | 67             |                 | 《Tarantula》         |
| 2002년    | 《Coming Up For Air》EP            |                |                 |                       |

### 라이브 앨범
- 《Live Light》 (1995년) Mutiny/Elektra
- 《Live Reading Festival 1992》 (2001년)

### 컴필레이션 앨범
- 《Smile》 (1990년) Sire/Creation
- 《Kaleidoscope》 (1991년) Sire (프로모)
- 《Grasshopper》EP (1992년) Sire/Warner Bros.
- 《Cosmic Carnival》 (1994년) Sire
- 《Ride (Box Set)》 (2001년) Ignition
- 《OX4 The Best of Ride》 (2001년) Ignition
- 《Firing Blanks: Unreleased Ride Recordings 1988–95》 (2001년)
- 《Waves》 (2003년)

### 라이브 비디오
- 《Going Blank Again - Live At Brixton Academy》 (1992)

## 멤버
- 앤디 벨(Andy Bell) - 기타, 보컬, 작사·작곡
- 마크 가드너(Mark Gardener) - 기타, 리드 보컬, 작사·작곡
- 로런스 콜버트(Laurence Colbert) - 드럼, 작사·작곡 (일부)
- 스티브 퀘롤트(Steve Queralt) - 베이스 기타, 작사·작곡 (일부)